# Centro de Cultura e Arte Negra

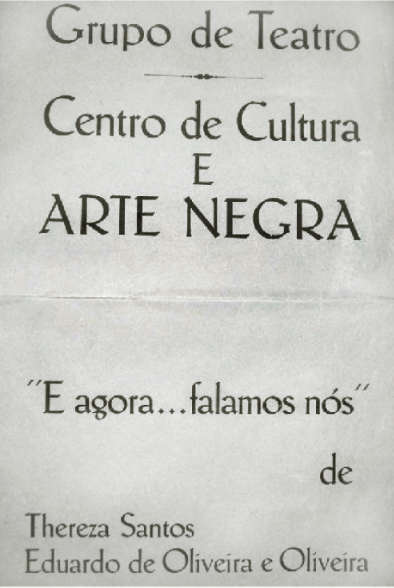
Capa do libreto da peça E agora... falamos nós.

O Centro de Cultura e Arte Negra (CECAN) foi uma associação de ativismo negro brasileira.
Foi idealizado por Thereza Santos, uma militante ativa no Rio de Janeiro na década de 1960 ligada à Juventude Comunista, à União Nacional de Estudantes e ao Teatro Experimental do Negro. Fugindo da repressão política, mudou-se para São Paulo, onde entrou em contato com Eduardo de Oliveira e Oliveira, membro do Coral Crioulo, que deu apoio para a fundação do CECAN em 27 de junho de 1971, sendo oficializado em 2 de setembro. Seus estatutos estabeleciam seus objetivos de promover atividades sociais, recreativas, desportivas e culturais, mantendo-se distante de manifestações políticas, religiosas ou classistas. Sua primeira atividade foi a montagem da peça E agora... falamos nós, escrita por Santos e Oliveira, estreada em 26 de novembro de 1971. O teatro seria o principal foco de atuação do CECAN em seus primeiros tempos, trabalhando a temática da conscientização étnica como forma de superar a desigualdade racial e o racismo, e ao mesmo tempo procurando fazer uma leitura crítica da história, desmontar o mito da democracia racial e valorizar as raízes e tradições africanas.
O CECAN se tornou um polo agregador de militantes, jornalistas, escritores e estudantes negros e logo os objetivos estatutários de se abster da discussão política foram abandonados, entendendo que a luta política era uma arena fundamental para a mudança de um sistema sociocultural baseado na hegemonia branca.
Thereza Santos deixou o CECAN em meados de 1976 e foi para o exílio, e a liderança da entidade foi assumida pelo então vice-presidente Odacir de Mattos, que passou a dar mais ênfase à melhoria da auto-imagem do negro, expondo o peso da colonização cultural na distorção dessa imagem, dos valores negros e da consciência identitária. Para isso foi organizado um amplo programa de atividades que incluíam pesquisa científica, seminários e conferências sobre assuntos afro-brasileiros, desenvolvimento de projetos artísticos, cívicos, culturais, sociais e esportivos; estabelecimento de parcerias e contatos com outros grupos do Brasil e do exterior; a busca de apoios políticos e representação juntos aos poderes constituídos, produção de bibliografia, entre outros. Até então o CECAN não tinha uma sede permanente, mas nesta segunda etapa foi alugado um prédio, fortalecendo seu papel como centro agregador da militância negra em São Paulo. Ali alguns de seus membros fundaram em 1978 o Movimento Negro Unificado. O momento era propício para essa expansão, pois a ditadura iniciava uma fase de distensão, possibilitando um maior intercâmbio de informação entre os grupos nacionais e os estrangeiros, como os envolvidos na luta pelos direitos negros nos Estados Unidos e os movimentos de libertação de países africanos. Apesar do sucesso da proposta, o CECAN encerrou suas atividades em 1981.
Segundo Petrônio Domingues "o CECAN foi uma das primeiras organizações afro-paulistas a priorizar a ideia da negritude – isto é, a importância da consciência étnico-racial –, afirmando a necessidade de que a revalorização do negro, com base na recuperação do domínio histórico e cultural, ocorresse cada vez mais sob a égide da identidade". Para Rosane Borges, 
"O Centro de Cultura e Arte Negra moldou-se como um espaço que aglutinou a discussão política e produção cultural. Constituiu-se como um catalisador das demandas da juventude negra, abrigando uma infinidade de ações nas fronteiras da questão racial. [...] O CECAN é fruto de um momento em que novas linguagens e códigos se manifestavam, em que se professavam novos valores. A estética, nesse período, veio a representar um eixo de contestação política, que contou com a adoção do penteado afro, a produção de audiovisuais, jornais e panfletos, a difusão de informações em feiras e locais públicos, a montagem de peças de teatro e a organização de grupos de dança e de blocos afro".
Segundo Joana Ferreira da Silva, 
"Ao unificar as demandas negras, a entidade produziu grandes mudanças: reforçou a solidariedade entre seus membros, possibilitando uma sociabilidade mais intensa; exercitou em seus membros o sentimento de igualdade, eliminando o sentimento de inferioridade inculcado pelos outros grupos étnicos. [...] Assim, a cultura serviu de norte para que o CECAN combatesse a folclorização do negro e permitiu a consolidação de uma identidade étnica, que por sua vez criou o alicerce de uma ação política mais ampla. Neste sentido, a entidade, ainda que com atuação dirigida e localizada, contribuiu para fortalecer o negro e o movimento negro. Além disso, gestou em seu interior novos grupos e propostas".